# Arakere, Krishnarajanagara
Arakere là một làng thuộc tehsil Krishnarajanagara, huyện Mysore, bang Karnataka, Ấn Độ.